# 사이리스터

사이리스터 회로 기호

사이리스터(thyristor)란, 제어단자(G)로부터 음극(K)에 전류를 흘리는 것으로, 양극(A)과 음극(K) 사이를 도통(導通)시킬 수 있는 3단자의 반도체 소자이다. 실리콘제어정류기(Silicon Controlled Rectifier, SCR)라고도 불린다. PNPN의 4중 구조를 하고 있다. P형 반도체로부터 게이트 단자를 꺼내고 있는 것을 P게이트, N형 반도체로부터 게이트 단자를 꺼내고 있는 것을 N게이트라고 부른다. 원리는 그림과 같이 PNP 트랜지스터와 NPN 트랜지스터를 조합한 복합 회로와 등가이다.
게이트에 일정한 전류를 통과시키면 양극과 음극간이 도통(導通, turn on)한다. 도통을 정지(턴 오프)하기 위해서는, 양극과 음극간의 전류를 일정치 이하로 할 필요가 있다.
이 특징을 살려 한 번 도통시키면 통과전류가 0이 될 때까지 도통 상태를 유지해야 하는 곳에 사용된다(카메라의 strobe 제어 등). 특히 대전력을 제어할 경우 전류 0의 타이밍에 OFF가 되기 때문에 서지 방지가 뛰어나다.

## 쌍방향 사이리스터 (TRIAC)

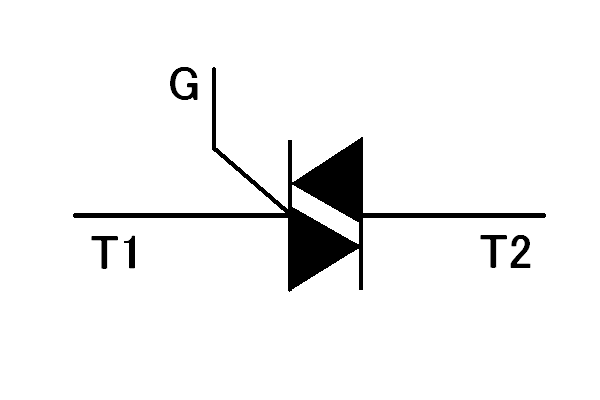
TRIAC 기호

TRIAC 구조

쌍방향 사이리스터는, 2개의 사이리스터를 역병렬로 접속하여 쌍방향에 전류를 통하도록 하여 교직양용으로 사용할 수 있도록 한 것이다. 실제 소자가 2개의 소자를 접속한 것은 아니며, 그림처럼 모노리식 구조를 하고 있다. TRIAC는 Triode AC Switch의 약어이며, 1964년 GE사에서 최초로 개발되었다.
교류의 쌍방향 스위칭 제어에 이용된다.

## 역도통(逆導通) 사이리스터(RCT)
역도통 사이리스터는, 사이리스터와 다이오드를 역병렬로 조합하여 한 소자로 구성한 것이다. RCT는 Reverse Conducting Thyristor의 약
자다. 초퍼, 인버터 회로에 많이 이용되었으며 GTO에 밀려 인기가 많이 식어지게 된다.

## 광(光) 사이리스터
광 사이리스터는, 광신호에 의해 직접 점호(点弧)시키는 사이리스터이다.
제어회로와 전력회로를 완전하게 절연할 수 있어 노이즈에 의한 오동작을 줄일 수 있으므로, 고전압 교류전원회로에 이용된다. 구체적인 적용예로서 주파수 변환 설비(FC)나 직류 송전 설비(HVDC)의 교직 변환 장치, 무효전력 보상 장치(SVC), 대용량 회전기의 시동 장치(SS) 등을 들 수 있다.

## 같이 보기
- 게이트 턴 오프 사이리스터(Gate Turn Off Thyristor)
- 통합 게이트 정류 사이리스터
- 초퍼 제어
- 가변 전압 가변 주파수 제어
- 사이리스터 위상제어
- 전력 반도체 소자
- 전력 전자공학